# Kálmán Jenő
Kálmán Jenő (eredeti neve: Kreisler Jenő (1904-ig)) (Szakcs, 1885. december 27. – Budapest, 1968. április 12.) magyar író, szerkesztő, újságíró, humorista.

## Életpályája
Kreisler Gyula tanító és Lustig Karolin fia. Középiskolai tanulmányait Kaposváron végezte el; 1904-ben érettségizett. 1905-től Budapesten lakott. Pályafutását a Független Magyarság című lapnál kezdte. Munkatársa volt Ágai Adolf Borsszem Jankó és Heltai Jenő Fidibusz című lapjának is (1909–1912). 1911-től a Színházi Élet című lap munkatársa, segédszerkesztője és rovatvezetője volt. 1916-ban beállt katonának. 1920-ig hadifogoly többek között Troicko-Szavszkban, Berjozovkán és Nyikolszk-Usszurijszkben, ahol megszervezte a magyar kabaré- és színjátszó társulatot; különböző szibériai táborokban léptek fel. Hazatérve ismét a Színházi Élet munkatársa lett 1938-ig. 1921–1922 között Nagy Endre kabaréjának titkára volt. 1937-től a Sicc-sorozat írója volt.  1945 után írásai jelentek meg a Magyar Nemzetben és az Esti Hírlapban. 1948-tól meséket írt.
Sírja a Kozma utcai izraelita temetőben található (5B-8-19).

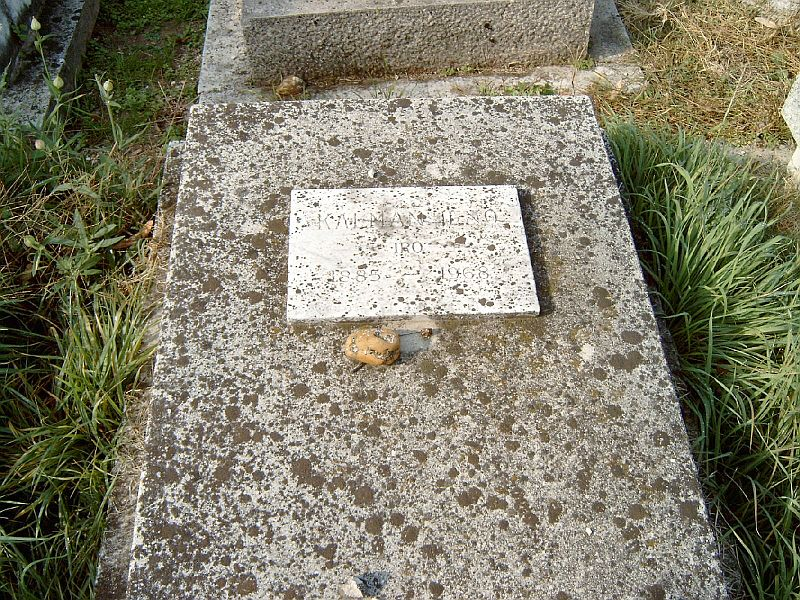
Kálmán Jenő újságíró, humorista sírja Budapesten. Kozma utcai izraelita temető: 5B

## Művei

### Kabaréi
- Augustin (Kuplé, EMKE Kabaré, 1922)
- Kitett gyermek. – Zoro Wa Huru. (Faun Kabaré, 1922–1923)
- Gratulálok (Andrássy úti Színház, 1923)
- Cox és Box (Pódium Kabaré, 1923)
- Tutenkamen (Pódium Kabaré, 1932)
- Családi kör. Jelenet. (Bethlen téri Színpad, 1932)
- Razzia az eszpresszóban (Pódium Kabaré, 1945)
- Ballada az éteres albérlőről (Optimisták Kabaréja, 1948)

### Könyvei
- Omszki randevú (regény, Budapest, 1930)
- Ez a kutya eladó (regény, Budapest, 1931)
- A dollár kalap (regény, Budapest, 1932)
- Könnyeim átvizsgálása után (válogatott humoreszkek, Budapest, 1939)
- Sicc kalandjai (verses mese, verses képeskönyv, folytatásokban, Budapest, 1956–1969)
- Frici és Matyi (Emlékkönyv a Fészek Művészklub alapításának 60. évfordulójára. Szerkesztette: Demeter Imre, Budapest, 1962)
- Egy éjszaka Krúdyval, a New Yorkban. – A kávéház humora. (A New Yorktól a Hungáriáig) (antológia, szerkesztette: Konrádyné Gálos Magda, Budapest, 1965)

### Műfordításai
- Camille Flammarion: A világ vége. Fantasztikus regény. (Filmregények. Budapest, 1929)
- Submarine. Az acélkoporsó. (Filmregények. Budapest, 1930)
- A kék madár. Maurice Maeterlinck költői mesejátéka. Filmregényre átültette Kálmán Jenő ill. Hauswirth Magda. (Budapest, 1940; 2. kiadás: 1941)
- A kék madár. Maurice Maeterlinck költői mesejátéka Kálmán Jenő átültetésében, B. Farkas Beáta akvarelljeivel (Budapest, 1991)

### Meséi
- Cirmus hercegnő (Képes Kalandok, Budapest, 1937)
- Sicc úrfi kalandjai (Képes Kalandok. Budapest, 1937)
- Sicc úrfi és Tigris Marci (Képes Kalandok. Budapest, 1940)
- Sicc úrfi az állatkertben (Képes Kalandok. Budapest, 1940)
- Sicc úrfi bosszút áll (Képes Kalandok. Budapest, 1940)
- Sicc kalandjai (Budapest, 1956; németül: 1963)
- Aki másnak vermet ás, maga esik bele. Kifestőkönyv. A verseket írta Kálmán Jenő ill. Németh István. (Budapest, 1957)
- Sicc legújabb kalandjai (Budapest, 1957; legújabb kiadás: 2002)
- Sicc összes kalandjai (Budapest, 1959; legújabb kiadás: 2002)
- Röfike születésnapja. Leporelló. Ill. Németh István. (Budapest, 1962)
- Sicc Meseországban (Budapest, 1962; 2. kiadás: 1966; új kiadás: 1987; legújabb kiadás: 2006 és 2008; németül: 1963; 6. német kiadás: 1966)
- Sicc a Szaharában (Budapest, 1963; új kiadás: 1988; legújabb kiadás: 2002; németül: 1965)
- Sicc (Budapest, 1966; új kiadás: 1988)
- Sicc az iskolában (Budapest, 1966; új kiadás: 1987; legújabb kiadás: 2006)
- Sicc a cirkuszban (Budapest, 1970; új kiadás: 1988; legújabb kiadás: 2006)
- Sicc a vadonban. Kálmán Jenő ötlete alapján írta Székely Dezső ill. Tankó Béla. (Budapest, 1973; új kiadás: 1998; legújabb kiadás: 2002)
- Sicc éjszakája. Kifestőkönyv. (Budapest, 1979)
- Sicc és Hápi. Mese. (Óvodások Zsebkönyvtára. Budapest, 1998)
- Sicc aranykönyv (Budapest, 2002)
- Sicc Afrikában. A Sicc a vadonban című történet átdolgozása. (Budapest, 2006; 2. kiadás: 2009)
- Sicc a hóban (Budapest, 2006; 2. kiadás: 2011)
- Sicc a slamasztikában (Budapest, 2006)
- Sicc, a szabó. Kifestőkönyv. (Budapest, 2009)
- Sicc, a fényképész. Kifestőkönyv. (Budapest, 2009)